# Аккудук (Сиримський район)
Аккуду́к (каз. Аққұдық) — село у складі Сиримського району Західноказахстанської області Казахстану. Входить до складу Булдуртинського сільського округу.
Населення — 300 осіб (2021; 476 у 2009, 521 у 1999, 575 у 1989).